# Cyréna Samba-Mayela
Cyréna Samba-Mayela (* 31. Oktober 2000 in Champigny-sur-Marne) ist eine französische Hürdenläuferin, die sich auf die 100-Meter-Distanz spezialisiert hat. Ihren größten Erfolg feierte sie mit dem Gewinn der Goldmedaille bei den Hallenweltmeisterschaften 2022 über 60 Meter Hürden sowie dem Europameistertitel über 100 Meter Hürden 2024.

## Sportliche Laufbahn
Erste internationale Erfahrungen sammelte Cyréna Samba-Mayela bei den 2016 erstmals ausgetragenen Jugendeuropameisterschaften in Tiflis, bei denen sie im 100-Meter-Hürdenlauf mit 13,96 s im Halbfinale ausschied und mit der französischen Sprintstaffel (1000 Meter) in 2:08,48 min die Goldmedaille gewann. Im Jahr darauf gewann sie bei den U18-Weltmeisterschaften in Nairobi in 12,80 s die Silbermedaille und 2018 belegte sie bei den U20-Weltmeisterschaften in Tampere in 14,11 s den achten Platz. 2019 erreichte sie bei den U23-Mittelmeer-Hallenmeisterschaften in Miramas in 8,59 s den fünften Platz über 60 Meter Hürden und 2020 siegte sie in 12,87 s beim Janusz Kusociński Memorial sowie in 13,00 s auch beim Meeting Pro Athlé Tour de Marseille. Im Jahr darauf schied sie dann bei den Halleneuropameisterschaften in Toruń mit 8,22 s in der ersten Runde über 60 Meter Hürden aus. Mitte Juni siegte sie in 12,80 s beim Meeting Madrid und anschließend gewann sie bei den U23-Europameisterschaften in Tallinn in 12,80 s die Silbermedaille hinter der Polin Pia Skrzyszowska. Daraufhin wollte sie an den Olympischen Spielen in Tokio teilnehmen, musste dort ihren Start aber kurzfristig absagen.
2022 startete sie im 60-Meter-Hürdenlauf bei den Hallenweltmeisterschaften in Belgrad und siegte dort mit neuem französischem Hallenrekord von 7,78 s, womit sie die erste Französin ist, die einen Titel über die Hürden in der Halle gewinnen konnte. Im Juli schied sie dann bei den Weltmeisterschaften in Eugene mit 13,15 s in der ersten Runde aus und anschließend belegte sie bei den Europameisterschaften in München in 13,05 s den siebten Platz. Im Jahr darauf schied sie bei den Halleneuropameisterschaften in Istanbul mit 8,00 s im Halbfinale über 60 Meter Hürden aus, wie auch bei den Weltmeisterschaften in Budapest im August mit 12,95 s. 2024 gewann sie bei den Hallenweltmeisterschaften in Glasgow in 7,74 s die Silbermedaille über 60 Meter Hürden hinter der Bahamaerin Devynne Charlton. Im Mai wurde sie bei der Xiamen Diamond League in 12,55 s Dritte über 100 Meter Hürden und im Mai siegte sie in 12,52 s beim Prefontaine Classic. Im Juni siegte sie dann bei den Europameisterschaften in Rom mit neuem Landes- und Meisterschaftsrekord von 12,31 s. Im August sicherte sie sich dann bei den Olympischen Sommerspielen in Paris in 12,34 s im Finale die Silbermedaille hinter der US-Amerikanerin Masai Russell. Bei Weltklasse Zürich wurde sie 12,40 s ebenfalls Zweite.
In den Jahren 2020, 2021 und 2023 wurde Samba-Mayela französische Meisterin im 100-Meter-Hürdenlauf sowie Hallenmeisterin über 60 Meter Hürden.

## Persönliche Bestleistungen
- 100 m Hürden: 12,31 s (+0,8 m/s), 8. Juni 2024 in Rom (französischer Rekord)
  - 60 m Hürden (Halle): 7,73 s, 3. März 2024 in Glasgow (französischer Rekord)